# Copa de la Reina de Baloncesto 1996-97
La Copa de la Reina de Baloncesto 1996-97 corresponde a la 35ª edición de dicho torneo. Se celebró entre el 19 y el 21 de diciembre de 1996 en Valladolid.
A partir de esta temporada, la Copa la juegan los ocho primeros clasificados de la Liga Femenina al final de la primera vuelta, o los siete primeros más el organizador si este queda por debajo del octavo puesto. Este año se juega en Valladolid, que no tiene equipo en la categoría, con lo cual no se da este último caso. Se juega una final a 8 a un solo partido en una sede fija. El campeón se clasifica para la Copa Ronchetti 1997-98.

## Fase final
|  | Cuartos de final        | Cuartos de final |              |                         | Semifinales     | Semifinales     |                         |              | Final           | Final           |  |
|  | 19 de diciembre         | 19 de diciembre  |              |                         | 20 de diciembre | 20 de diciembre |                         |              | 21 de diciembre | 21 de diciembre |  |
|  |                         |                  |              |                         |                 |                 |                         |              |                 |                 |  |
|  |                         |                  |              |                         |                 |                 |                         |              |                 |                 |  |
|  | Salamanca Halcón Viajes | 66               |              |                         |                 |                 |                         |              |                 |                 |  |
|  | Salamanca Halcón Viajes | 66               |              |                         |                 |                 |                         |              |                 |                 |  |
|  | Fonxesta Ensino         | 63               |              |                         |                 |                 |                         |              |                 |                 |  |
|  | Fonxesta Ensino         | 63               |              | Salamanca Halcón Viajes | 51              |                 |                         |              |                 |                 |  |
|  |                         |                  |              | Salamanca Halcón Viajes | 51              |                 |                         |              |                 |                 |  |
|  |                         |                  | Banco Simeón | 70                      |                 |                 |                         |              |                 |                 |  |
|  | Banco Simeón            | 82               | Banco Simeón | 70                      |                 |                 |                         |              |                 |                 |  |
|  | Banco Simeón            | 82               |              |                         |                 |                 |                         |              |                 |                 |  |
|  | Universitari Barcelona  | 75               |              |                         |                 |                 |                         |              |                 |                 |  |
|  | Universitari Barcelona  | 75               |              |                         |                 |                 |                         | Banco Simeón | 45              |                 |  |
|  |                         |                  |              |                         |                 |                 |                         | Banco Simeón | 45              |                 |  |
|  |                         |                  | Pool Getafe  | 73                      |                 |                 |                         |              |                 |                 |  |
|  | Canoe N. C.             | 97               | Pool Getafe  | 73                      |                 |                 |                         |              |                 |                 |  |
|  | Canoe N. C.             | 97               |              |                         |                 |                 |                         |              |                 |                 |  |
|  | Sandra Gran Canaria     | 79               |              |                         |                 |                 |                         |              |                 |                 |  |
|  | Sandra Gran Canaria     | 79               |              | Canoe N. C.             | 74              |                 |                         | Tercer lugar | Tercer lugar    |                 |  |
|  |                         |                  |              | Canoe N. C.             | 74              |                 |                         | Tercer lugar | Tercer lugar    |                 |  |
|  |                         |                  | Pool Getafe  | 94                      |                 |                 |                         |              |                 |                 |  |
|  | Universidad de Oviedo   | 51               | Pool Getafe  | 94                      |                 |                 | Salamanca Halcón Viajes | 75           |                 |                 |  |
|  | Universidad de Oviedo   | 51               |              |                         |                 |                 | Salamanca Halcón Viajes | 75           |                 |                 |  |
|  | Pool Getafe             | 88               |              |                         |                 |                 |                         |              | Canoe N. C.     | 76              |  |
|  | Pool Getafe             | 88               |              |                         |                 |                 |                         |              | Canoe N. C.     | 76              |  |
|  |                         |                  |              |                         |                 |                 |                         |              |                 |                 |  |

### Final
| 21 de diciembre de 1996, 12:00 | Banco Simeón                       | 45–73       | Pool Getafe          |                      |  |
|                                | Marcador por tiempos: 29–41, 16–32 |             |                      |                      |  |
|                                | Estadísticas Donik 19              | Reporte Pts | Estadísticas Ares 22 | Pabellón: Valladolid |  |

| Ganadoras de la Copa de la Reina 1996-97 |
| ---------------------------------------- |
| Pool Getafe 1º título                    |